# Bhotia

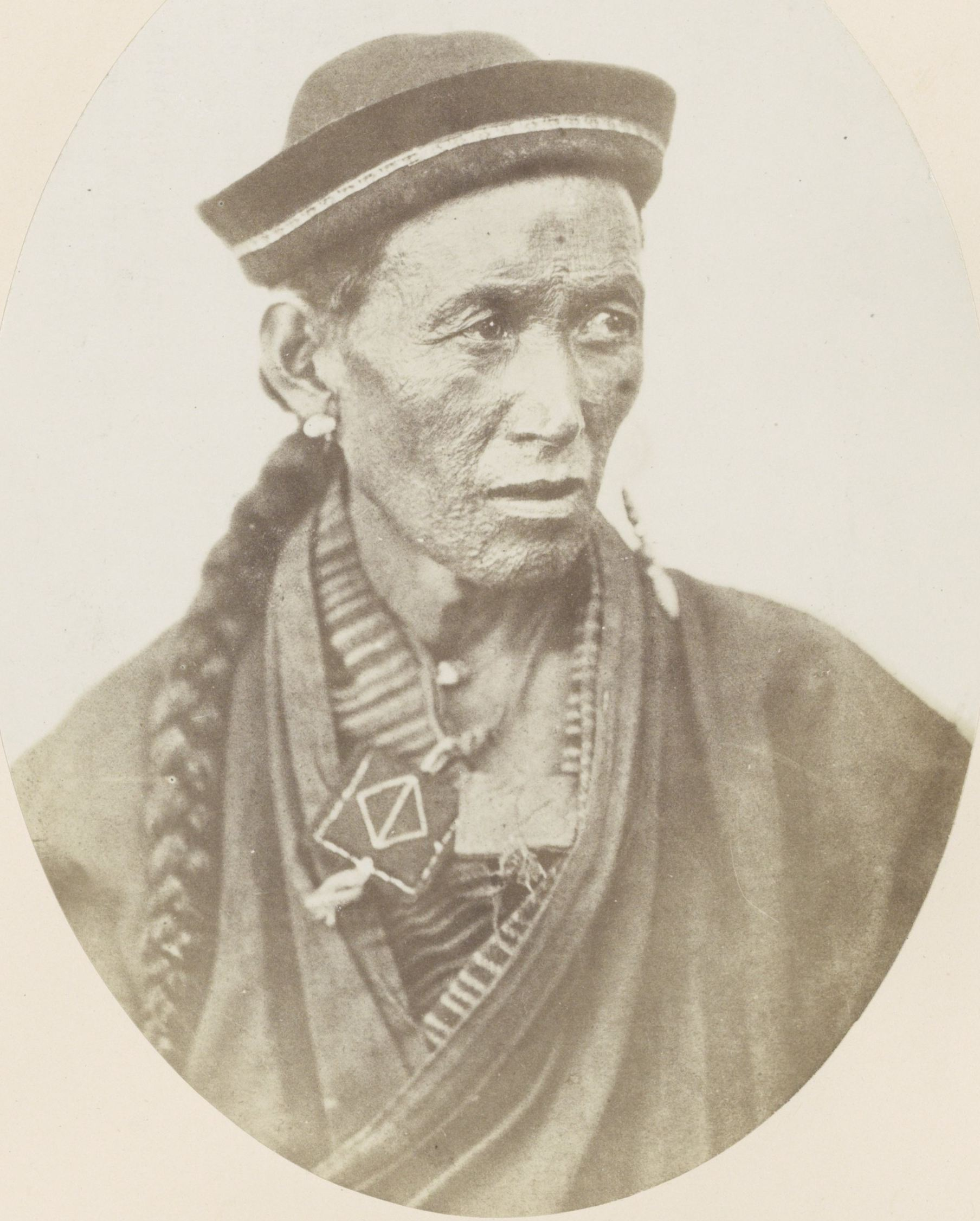
Mężczyzna z plemienia Bhotia w latach 60. XIX wieku. Tutaj widać go noszącego tybetański amulet, który chroni go przed złymi duchami.

Bhotia, Bhutia – zbiorcze określenie różnych grup etnicznych pochodzenia tybetańskiego, zamieszkujących południowe stoki Himalajów na terenie Indii, Nepalu i Bhutanu. Nazwa bhotia pochodzi od słowa བོད་ bod, nazwy Tybetu w języku tybetańskim. Posługują się dialektami tybetańskimi w dużym stopniu zrozumiałymi dla użytkowników standardowego języka tybetańskiego. Pomimo wielowiekowego zamieszkiwania poza obszarem geograficznego Tybetu kulturowo należą do kręgu cywilizacji tybetańskiej. W Indiach posiadają status Scheduled Tribes. W większości wyznają buddyzm tybetański, zwłaszcza odmiany ningma i kagju. Główne grupy etniczne zaliczane do Bhotiów:
- Balti z Kaszmiru
- Bhotia z Uttarakhandu
- Dandzongpa z Sikkimu
- Drukpa z Bhutanu
- Szerpowie ze wschodniego Nepalu